# Liste der Monuments historiques in Ville-sur-Tourbe
Die Liste der Monuments historiques in Ville-sur-Tourbe führt die Monuments historiques in der französischen Gemeinde Ville-sur-Tourbe auf.

## Liste der Objekte
| Bezeichnung                         | Beschreibung                                    | Standort                     | Kennzeichnung | Schutzstatus | Datum | Bild |
| ----------------------------------- | ----------------------------------------------- | ---------------------------- | ------------- | ------------ | ----- | ---- |
| Skulptur Heiliger Rochus            | Holz, um 1580                                   | in der Kirche St-Remi (Lage) | PM51002376    | Inscrit      | 1975  |      |
| Relief Haupt des heiligen Dionysius | Holz, farbig gefasst, Ende des 16. Jahrhunderts | in der Kirche St-Remi (Lage) | PM51002377    | Inscrit      | 1975  |      |